# Vue de la Terre promise
Vue de la Terre promise est le troisième tome de la Chronique des Pasquier de Georges Duhamel, publié en 1934 au Mercure de France.

## Résumé
En septembre 1900, toute la famille Pasquier a déménagé dans une petite maison de la rue du Moulin à Créteil où le docteur Pasquier tente d'exercer son nouveau métier. 
Chacun des enfants Pasquier découvre sa propre voie : Joseph fait de judicieux prêts hypothécaires et s'affirme comme un homme d'argent ; Ferdinand a un emploi dans une petite administration et va se marier ; Laurent Pasquier toujours dans les tourments de l'esprit passe une licence de biologie à la Sorbonne ; Cécile sauvée par son art commence sa carrière internationale de pianiste ; et la petite Suzanne grandit auprès de sa mère. Paula Lescure, une cousine de Mme Pasquier, est intégrée à la famille et aide aux travaux de la maison. 
Le patriarche, au faîte de ses excentricités, continue de mener une vie légère et insouciante. Cependant l'opprobre familiale tombe sur lui après la découverte de sa relation avec Paula Lescure qui, enceinte, est chassée en catimini de la maison par l'ensemble de la fratrie Pasquier pour ne pas éveiller les soupçons et blesser leur mère. 
Cécile est courtisée par son professeur de musique Valdemar Henningsen qui la demande en mariage, ce que réprouve totalement Laurent qui a découvert la dépendance du musicien aux drogues et ses difficultés pour se sevrer. Cécile, dévouée à son mentor, décide de se sacrifier en acceptant l'union. Dans une crise de manque, Valdemar tue sa mère et se suicide, laissant Cécile bouleversée mais délivrée. 
Dans le même temps Hélène Strohl, une collègue de laboratoire de Laurent, lui annonce son mariage avec Joseph, laissant le jeune chercheur, qui réalise alors son attachement à elle, déboussolé. En janvier 1901, Laurent quitte à 20 ans le foyer familial qui l'insupporte, pour commencer à s'élever par son travail de recherche en biologie et ses études de médecine.

## Éditions
- Mercure de France, 1934.
- Éditions Omnibus, 1999  (ISBN 2258051436) et 2007  (ISBN 978-2-258-05143-0).